# Melchior Lengyel
Melchior Lengyel (nascido Menyhért Lebovics; em húngaro:  Lengyel Menyhért; 12 de janeiro de 1880 - 23 de outubro de 1974) foi um escritor, dramaturgo e roteirista de cinema húngaro.

## Biografia
Lengyel, né Menyhért Lebovics, nasceu em Balmazújváros, na Hungria. Começou sua carreira como jornalista. Trabalhou primeiro em Kassa (hoje Košice) e depois em Budapeste.
Sua primeira peça, A nagy fejedelem (O Grande Príncipe) foi apresentada pela Thalia Company em 1907. O Teatro Nacional Húngaro apresentou seu próximo drama A hálás utókor (A Posteridade Grata) em 1908, pelo qual recebeu o Prêmio Vojnits da Academia de Ciências da Húngara, concedido todos os anos para a melhor peça. Taifun (Tufão), uma de suas peças, escrita em 1909, tornou-se um sucesso mundial e é encenada até hoje. Foi adaptado para as telas nos Estados Unidos em 1914.
Os seus artigos foram frequentemente publicados no Nyugat (Oeste), o mais importante jornal literário húngaro da primeira metade do século XX. Durante a Primeira Guerra Mundial, foi enviado à Suíça pelo jornal diário húngaro Az Est (A Noite) como repórter. Seus artigos pacifistas e outras publicações escritas em 1918 também foram publicados em jornais alemães e franceses e foram reunidos em um livro chamado Egyszerű gondolatok (Pensamentos Simples).
Sua história O Mandarim Milagroso (A csodálatos mandarim), uma "pantomima grotesca" foi publicada em 1916. É a história que inspirou Béla Bartók, o famoso compositor húngaro, a criar em 1924 o balé O Mandarim Milagroso.
Após a Primeira Guerra Mundial, Lengyel foi para os Estados Unidos para uma estadia mais longa e publicou suas experiências em 1922 em um livro Amerikai napló (American Journal). Na década de 1920, ele atuou na indústria cinematográfica. Por algum tempo foi editor de histórias na May-Film em Berlim. Em 1929 e 1930 foi codiretor de um teatro de Budapeste. Em 1931, foi enviado pelo jornal húngaro Pesti Napló (Diário de Peste) a Londres como seu repórter. A história de seu romance utópico A boldog város (A Cidade Feliz) foi publicada em 1931; foi ambientado em uma cidade americana que ficava nas profundezas de um abismo criado pelo grande terremoto na Califórnia.
Ele se mudou para Hollywood, na Califórnia, em 1937, e tornou-se roteirista. Várias de suas histórias serviram de base para roteiros de filmes de Ernst Lubitsch que se tornaram sucessos mundiais, como Ninotchka (1939), pelo qual foi indicado ao Oscar de Melhor Roteiro e História Original; Ser ou Não Ser (1942), e o filme Angel, de 1937, estrelado por Marlene Dietrich.
Lengyel regressou à Europa em 1960 e estabeleceu-se na Itália. Em 1963, recebeu o Grande Prêmio de Roma por suas obras literárias.
Após a Revolução Húngara de 1956, Lengyel visitou frequentemente o seu país natal e voltou a viver em Budapeste em 1974. Onde morreu pouco depois, aos 94 anos.
A biblioteca municipal de Balmazújváros, sua cidade natal, recebeu seu nome em 2004. Uma lista completa das obras de Lengyel, bem como os artigos e referências sobre ele e suas publicações foram compiladas por um dos bibliotecários nesta ocasião.

## Filmografia selecionada
- O Barão Cigano (1927)
- A Mulher Famosa (1927)
- Ninotchka (1939)
- Ser ou Não Ser (1942)